# Cloroxilenolo
Il cloroxilenolo è un composto chimico antimicrobico ad ampio spettro utilizzato per limitare la proliferazione di batteri, alghe e funghi, negli adesivi, emulsioni, vernici, e serbatoi di lavaggio.
È utilizzato anche in saponi antibatterici, negli ospedali e per la disinfezione di ferite e in molte creme ed oli. L'attività antibatterica è dovuta all'azione litica sulle membrane batteriche. Moderatamente irritante per la pelle, non risulta essere tossico per l'uomo (se non per alcune reazioni allergiche in soggetti sensibili), mentre lo è per gli invertebrati acquatici, i pesci e i gatti.
Venne sviluppato in Europa intorno al 1920 e usato negli Stati Uniti dal 1950, ed è uno degli agenti antimicrobici usati da maggior tempo.
In alcuni foglietti illustrativi di preparazioni farmaceutiche è indicato come "clorixilenolo".